# Ada Puliti
Ada Puliti (Lucca, 4 luglio 1985) è un'ex cestista italiana.

## Carriera
Playmaker di 174 cm, ha giocato in Serie A1 femminile con Orvieto. A metà della stagione 2014-2015 è arrivata alla Pallacanestro Torino in Serie A2 dove ha contribuito a riportare la squadra in massima Serie dopo 44 anni.

## Palmarès
- Campionato italiano di Serie A2: 2
Azzurra Orvieto: 2011-12
Pallacanestro Torino: 2014-15